# Rotyska
Rotyska – przysiółek wsi Kobylnica Ruska w Polsce, położony w województwie podkarpackim, w powiecie lubaczowskim, w gminie Wielkie Oczy.
Przysiółek należy do rzymskokatolickiej parafii Trójcy Przenajświętszej w Potoku Jaworowskim.
W latach 1975–1998 przysiółek należał administracyjnie do województwa przemyskiego.